# Narcine timlei
Narcine timlei е вид хрущялна риба от семейство Narcinidae.

## Разпространение и местообитание
Видът е разпространен във Виетнам, Индия, Индонезия, Китай, Малайзия, Мианмар, Пакистан, Провинции в КНР, Сингапур, Тайван, Тайланд, Шри Ланка и Япония.
Обитава крайбрежията на океани, морета, заливи и реки в райони с тропически климат. Среща се на дълбочина от 24 до 61 m, при температура на водата около 27,2 °C и соленост 33,4 ‰.

## Описание
На дължина достигат до 38 cm.